# Glory (кикбоксинг)
Glory (рус. Слава, триумф) и ранее Glory World Series — международная компания, основанная в 2012 году Glory Sports International Pte Ltd и занимающаяся организацией и промоушеном кикбоксерских поединков. Штаб-квартира компании находится в Сингапуре.

## Возникновение
Когда в 2011 году K-1, ведущая на тот момент организация в кикбоксинге, начала страдать от серьезных финансовых затруднений, Total Sports Asia, главный исполнительный директор TSA Маркус Луэр, французский инвестор Пьер Андюранд и Скотт Радманн из Nectar Capital предприняли попытку выкупить бренд. Однако K-1 был продан Ганилу «Майк» Киму и EMCOM Entertainment Inc., вследствие чего Пьер Андюранд, TSA и другие инвесторы приняли решение о создании нового бренда и кикбоксерской организации GLORY и купили United Glory, Golden Glory и It’s Showtime для того, чтобы собрать всех лучших бойцов мира. Пьер Андюранд, Маркус Луэр и Скотт Радманн назвали новый бренд GLORY, частично наследуя название от Golden Glory.
Название GLORY вызвало некоторую путаницу с ролью Golden Glory в новой организации. В GLORY пояснили, что Golden Glory, как и организация It’s Showtime, была куплена и поглощена инвесторской командой, возглавляемой Пьером Андюрандом, а не наоборот. Часть людей, ранее участвовавших в организациях It’s Showtime, the Golden Glory team и United Glory стали консультантами GLORY. Саймон Рутз, основатель и бывший владелец It’s Showtime покинул компанию.
GSI подписали контракты с большинством топовых кикбоксеров мира, такими как Петер Артс, Реми Боньяски, Сэмми Схилт, Гёкхан Саки, Даниель Гита, Альберт Краус, Геворг Петросян, Ёсихиро Сато, Патрик Берри, Артём Вахитов и Артём Левин.

## Деятельность
GLORY Sports International имеет представительства в Великобритании, Нидерландах, Японии, Малайзии, Сингапуре и в США. Компания включает в себя беспрецедентное сочетание предпринимателей и высшего руководства из разнообразных областей финансов, спортивного маркетинга, телевидения, технологий и боевых единоборств.
В ноябре 2012 года GLORY заключили договор с промоушеном MMA ONE Fighting Championship для обмена бойцами.
В феврале 2013 года GLORY назначили бывшего исполнительного вице-президента WWE Эндрю Уитакера на позицию главного исполнительного директора Glory Sports International.
В июне 2013 года, после проведения первого мероприятия в США (Glory 9: New York 22 июня 2013 года в Нью-Йорке), SPIKE TV подписал многолетний контракт на трансляцию поединков GLORY.
В августе 2014 года Джон Франклин назначен новым главным исполнительным директором Glory Sports International, а также было объявлено о продлении контракта на трансляцию со Spike TV до конца 2015 года.

## Соревнования
| Событие                                       | Дата             | Место проведения                     | Город                         | Аудитория               |
| --------------------------------------------- | ---------------- | ------------------------------------ | ----------------------------- | ----------------------- |
| Glory 20: Dubai                               | 3 апреля 2015    | Всемирный торговый центр Дубай       | Дубай, ОАЭ                    |                         |
| Glory 19: USA                                 | 6 февраля 2015   | Hampton Coliseum                     | Хэмптон, Вирджиния, США       |                         |
| Glory 18: Oklahoma — Return To Glory          | 7 ноября 2014    | Grand Casino Hotel Resort            | Шони, Оклахома, США           |                         |
| Glory 17: Los Angeles — Last Man Standing     | 21 Июня 2014     | The Forum                            | Инглвуд, Калифорния, США      |                         |
| Glory 16: Denver                              | 3 мая 2014       | 1stBank Center                       | Брумфилд, Колорадо, США       |                         |
| Glory 15: Istanbul                            | 12 апреля 2014   | Улкер Спортс Арена                   | Стамбул, Турция               |                         |
| Glory 14: Zagreb                              | 8 марта 2014     | Арена Загреб                         | Загреб, Хорватия              |                         |
| Glory 13: Tokyo                               | 21 декабря 2013  | Ariake Coliseum                      | Токио, Япония                 |                         |
| Glory 12: New York                            | 23 ноября 2013   | The Theater at Madison Square Garden | Нью Йорк, Нью Йорк, США       |                         |
| Glory 11: Chicago                             | 12 октября 2013  | Sears Centre                         | Хофмен-Эстейтс, Иллинойс, США |                         |
| Glory 10: Los Angeles                         | 28 сентября 2013 | Citizens Business Bank Arena         | Онтэрио, Калифорния, США      | 2,200                   |
| Glory 9: New York                             | 22 июня 2013     | Hammerstein Ballroom                 | Нью Йорк, Нью Йорк, США       | 1,950                   |
| 2013 Road to Glory USA Heavyweight Tournament | 14 июня 2013     | Hard Rock Hotel and Casino           | Талса, Оклахома, США          |                         |
| 2013 Road to Glory USA 70 kg Tournament       | 11 мая 2013      | The Rave                             | Милуоки, Висконсин, США       |                         |
| Glory 8: Tokyo                                | 3 мая 2013       | Ariake Coliseum                      | Токио, Япония                 | 3,500                   |
| 2013 Road to Glory Japan 85 kg Tournament     | 3 мая 2013       | Ariake Coliseum                      | Токио, Япония                 |                         |
| Glory 7: Milan                                | 20 апреля 2013   | Mediolanum Forum                     | Милан, Италия                 | 10,000                  |
| Glory 6: Istanbul                             | 6 апреля 2013    | Ülker Sports Arena                   | Стамбул, Турция               | 12,000                  |
| Glory 5: London                               | 23 марта 2013    | ExCeL Arena                          | Лондон, Великобритания        | 4,500                   |
| 2013 Road to Glory USA 77 kg Tournament       | 22 марта 2013    | Capitale                             | Нью Йорк, Нью Йорк, США       |                         |
| 2013 Road to Glory Japan 65 kg Tournament     | 10 марта 2013    | Differ Ariake Arena                  | Токио, Япония                 |                         |
| 2013 Road to Glory USA 85 kg Tournament       | 9 февраля, 2013  | Hollywood Park Casino                | Лос-Анджелес, Калифорния, США |                         |
| 2013 Road to Glory USA 95 kg Tournament       | 2 февраля 2013   | Hard Rock Hotel and Casino           | Талса, Оклахома, США          |                         |
| Glory 4: Tokyo                                | 31 декабря 2012  | Сайтама Супер Арена                  | Сайтама, Япония               | 15,000                  |
| Glory 3: Rome                                 | 3 ноября 2012    | PalaLottomatica                      | Рим, Италия                   | &&&&&&&&&&&&&&00.&&&&-0 |
| Glory 2: Brussels                             | 6 октября 2012   | Forest National                      | Брюссель, Бельгия             | &&&&&&&&&&&&&&00.&&&&-0 |
| Glory 1: Stockholm                            | 26 мая 2012      | Глобен-Арена                         | Стокгольм, Швеция             | &&&&&&&&&&&&&&00.&&&&-0 |